# Джувбат-Бурґаль (нохія)
Джувбат-Бурґаль (араб. ناحية جوبة برغال‎‎) — нохія у Сирії, що входить до складу району Кардаха провінції Латакія. Адміністративний центр — м. Джувбат-Бурґаль.
| Сирія | Це незавершена стаття з географії Сирії. Ви можете допомогти проєкту, виправивши або дописавши її. |